# Campeonato Mundial de Hockey sobre Hielo Masculino de 2019
El LXXXIII Campeonato Mundial de Hockey sobre Hielo Masculino se celebró en Eslovaquia entre el 10 y el 26 de mayo de 2019 bajo la organización de la Federación Internacional de Hockey sobre Hielo (IIHF) y la Federación Eslovaca de Hockey sobre Hielo.
Un total de 16 selecciones nacionales compitieron por el título mundial, cuyo anterior portador era el equipo de Suecia, vencedor del Mundial de 2018.
El equipo de Finlandia conquistó su tercer título mundial al derrotar en la final a la selección de Canadá con un marcador de 1-3. En el partido por el tercer lugar el conjunto de Rusia venció al de la República Checa.

## Sedes
| Foto | Grupo          | Ciudad     | Instalación         | Capacidad |
| ---- | -------------- | ---------- | ------------------- | --------- |
|      | A              | Košice     | Steel Aréna         | 8347      |
|      | B y fase final | Bratislava | Arena Ondrej Nepela | 10 040    |

Fuente: 

## Grupos
| Grupo A        | Grupo B         |
| -------------- | --------------- |
| Canadá         | Suecia          |
| Estados Unidos | Rusia           |
| Finlandia      | República Checa |
| Alemania       | Suiza           |
| Eslovaquia     | Noruega         |
| Dinamarca      | Letonia         |
| Francia        | Austria         |
| Reino Unido    | Italia          |

## Primera Fase
- Todos los partidos en la hora local de Eslovaquia (UTC+2).

Los primeros cuatro de cada grupo disputan los cuartos de final en la siguiente fase.

### Grupo A
| Equipo         | J | G | EG | EP | P | GF | GC | DG  | PTS |
| -------------- | - | - | -- | -- | - | -- | -- | --- | --- |
| Canadá         | 7 | 6 | 0  | 0  | 1 | 36 | 11 | +25 | 18  |
| Finlandia      | 7 | 5 | 0  | 1  | 1 | 22 | 11 | +11 | 16  |
| Alemania       | 7 | 5 | 0  | 0  | 2 | 18 | 18 | 0   | 15  |
| Estados Unidos | 7 | 4 | 1  | 0  | 2 | 27 | 15 | +12 | 14  |
| Eslovaquia     | 7 | 3 | 1  | 0  | 3 | 28 | 19 | +9  | 11  |
| Dinamarca      | 7 | 1 | 1  | 1  | 4 | 18 | 23 | -5  | 6   |
| Reino Unido    | 7 | 0 | 1  | 0  | 6 | 9  | 41 | -32 | 2   |
| Francia        | 7 | 0 | 0  | 2  | 5 | 14 | 34 | -20 | 2   |

- Resultados

| Fecha | Hora  | Partido¹       | Partido¹ | Partido¹       | Resultado |
| ----- | ----- | -------------- | -------- | -------------- | --------- |
| 10.05 | 16:15 | Finlandia      | -        | Canadá         | 3-1       |
| 10.05 | 20:15 | Estados Unidos | -        | Eslovaquia     | 1-4       |
| 11.05 | 12:15 | Dinamarca      | -        | Francia        | 5-4 TL    |
| 11.05 | 16:15 | Alemania       | -        | Reino Unido    | 3-1       |
| 11.05 | 20:15 | Eslovaquia     | -        | Finlandia      | 2-4       |
| 12.05 | 12:15 | Estados Unidos | -        | Francia        | 7-1       |
| 12.05 | 16:15 | Dinamarca      | -        | Alemania       | 1-2       |
| 12.05 | 20:15 | Reino Unido    | -        | Canadá         | 0-8       |
| 13.05 | 16:15 | Estados Unidos | -        | Finlandia      | 3-2 TE    |
| 13.05 | 20:15 | Eslovaquia     | -        | Canadá         | 5-6       |
| 14.05 | 16:15 | Reino Unido    | -        | Dinamarca      | 0-9       |
| 14.05 | 20:15 | Alemania       | -        | Francia        | 4-1       |
| 15.05 | 16:15 | Estados Unidos | -        | Reino Unido    | 6-3       |
| 15.05 | 20:15 | Alemania       | -        | Eslovaquia     | 3-2       |
| 16.05 | 16:15 | Canadá         | -        | Francia        | 5-2       |
| 16.05 | 20:15 | Finlandia      | -        | Dinamarca      | 3-1       |
| 17.05 | 16:15 | Francia        | -        | Eslovaquia     | 3-6       |
| 17.05 | 20:15 | Finlandia      | -        | Reino Unido    | 5-0       |
| 18.05 | 12:15 | Dinamarca      | -        | Estados Unidos | 1-7       |
| 18.05 | 16:15 | Canadá         | -        | Alemania       | 8-1       |
| 18.05 | 20:15 | Reino Unido    | -        | Eslovaquia     | 1-7       |
| 19.05 | 16:15 | Alemania       | -        | Estados Unidos | 1-3       |
| 19.05 | 20:15 | Francia        | -        | Finlandia      | 0-3       |
| 20.05 | 16:15 | Francia        | -        | Reino Unido    | 3-4 TE    |
| 20.05 | 20:15 | Canadá         | -        | Dinamarca      | 5-0       |
| 21.05 | 12:15 | Finlandia      | -        | Alemania       | 2-4       |
| 21.05 | 16:15 | Eslovaquia     | -        | Dinamarca      | 2-1 TL    |
| 21.05 | 20:15 | Canadá         | -        | Estados Unidos | 3-0       |

- (¹) – Todos en Košice.

### Grupo B
| Equipo          | J | G | EG | EP | P | GF | GC | DG  | PTS |
| --------------- | - | - | -- | -- | - | -- | -- | --- | --- |
| Rusia           | 7 | 7 | 0  | 0  | 0 | 36 | 7  | +29 | 21  |
| República Checa | 7 | 6 | 0  | 0  | 1 | 39 | 14 | +25 | 18  |
| Suecia          | 7 | 5 | 0  | 0  | 2 | 41 | 21 | +23 | 15  |
| Suiza           | 7 | 4 | 0  | 0  | 3 | 27 | 14 | +13 | 12  |
| Letonia         | 7 | 3 | 0  | 0  | 4 | 21 | 20 | +1  | 9   |
| Noruega         | 7 | 2 | 0  | 0  | 5 | 19 | 33 | -14 | 6   |
| Italia          | 7 | 0 | 1  | 0  | 6 | 5  | 48 | -43 | 2   |
| Austria         | 7 | 0 | 0  | 1  | 6 | 9  | 40 | -31 | 1   |

- Resultados

| Fecha | Hora  | Partido¹        | Partido¹ | Partido¹        | Resultado |
| ----- | ----- | --------------- | -------- | --------------- | --------- |
| 10.05 | 16:15 | Rusia           | -        | Noruega         | 5-2       |
| 10.05 | 20:15 | República Checa | -        | Suecia          | 5-2       |
| 11.05 | 12:15 | Suiza           | -        | Italia          | 9-0       |
| 11.05 | 16:15 | Letonia         | -        | Austria         | 5-2       |
| 11.05 | 20:15 | Noruega         | -        | República Checa | 2-7       |
| 12.05 | 12:15 | Rusia           | -        | Austria         | 5-0       |
| 12.05 | 16:15 | Italia          | -        | Suecia          | 0-8       |
| 12.05 | 20:15 | Letonia         | -        | Suiza           | 1-3       |
| 13.05 | 16:15 | Rusia           | -        | República Checa | 3-0       |
| 13.05 | 20:15 | Noruega         | -        | Suecia          | 1-9       |
| 14.05 | 16:15 | Italia          | -        | Letonia         | 0-3       |
| 14.05 | 20:15 | Suiza           | -        | Austria         | 4-0       |
| 15.05 | 16:15 | Suiza           | -        | Noruega         | 4-1       |
| 15.05 | 20:15 | Rusia           | -        | Italia          | 10-0      |
| 16.05 | 16:15 | Suecia          | -        | Austria         | 9-1       |
| 16.05 | 20:15 | República Checa | -        | Letonia         | 6-3       |
| 17.05 | 16:15 | Austria         | -        | Noruega         | 3-5       |
| 17.05 | 20:15 | República Checa | -        | Italia          | 8-0       |
| 18.05 | 12:15 | Letonia         | -        | Rusia           | 1-3       |
| 18.05 | 16:15 | Italia          | -        | Noruega         | 1-7       |
| 18.05 | 20:15 | Suecia          | -        | Suiza           | 4-3       |
| 19.05 | 16:15 | Austria         | -        | República Checa | 0-8       |
| 19.05 | 20:15 | Suiza           | -        | Rusia           | 0-3       |
| 20.05 | 16:15 | Suecia          | -        | Letonia         | 5-4       |
| 20.05 | 20:15 | Austria         | -        | Italia          | 3-4 TL    |
| 21.05 | 12:15 | República Checa | -        | Suiza           | 5-4       |
| 21.05 | 16:15 | Noruega         | -        | Letonia         | 1-4       |
| 21.05 | 20:15 | Suecia          | -        | Rusia           | 4-7       |

- (¹) – Todos en Bratislava.

## Fase final
- Todos los partidos en la hora local de Eslovaquia (UTC+2).

|  | Cuartos de final | Cuartos de final |           |                 | Semifinales  | Semifinales  |  |  | Final | Final |
|  |                  |                  |           |                 |              |              |  |  |       |       |
|  |                  |                  |           |                 |              |              |  |  |       |       |
|  |                  |                  |           |                 |              |              |  |  |       |       |
|  | Rusia            | 4                |           |                 |              |              |  |  |       |       |
|  | Rusia            | 4                |           |                 |              |              |  |  |       |       |
|  | Estados Unidos   | 3                |           |                 |              |              |  |  |       |       |
|  | Estados Unidos   | 3                | Rusia     | 0               |              |              |  |  |       |       |
|  |                  |                  | Rusia     | 0               |              |              |  |  |       |       |
|  |                  | Finlandia        | 1         |                 |              |              |  |  |       |       |
|  | Finlandia TE     | Finlandia        | 1         | 5               |              |              |  |  |       |       |
|  | Finlandia TE     |                  |           | 5               |              |              |  |  |       |       |
|  | Suecia           | 4                |           |                 |              |              |  |  |       |       |
|  | Suecia           | 4                | Finlandia | 3               |              |              |  |  |       |       |
|  |                  |                  | Finlandia | 3               |              |              |  |  |       |       |
|  |                  | Canadá           | 1         |                 |              |              |  |  |       |       |
|  | Canadá TE        | Canadá           | 1         | 3               |              |              |  |  |       |       |
|  | Canadá TE        |                  |           | 3               |              |              |  |  |       |       |
|  | Suiza            | 2                |           |                 |              |              |  |  |       |       |
|  | Suiza            | 2                | Canadá    | 5               | Tercer lugar | Tercer lugar |  |  |       |       |
|  |                  |                  | Canadá    | 5               |              |              |  |  |       |       |
|  |                  | República Checa  | 2         |                 |              |              |  |  |       |       |
|  | República Checa  | República Checa  | 2         | 5               | Rusia TL     | 3            |  |  |       |       |
|  | República Checa  |                  |           | 5               | Rusia TL     | 3            |  |  |       |       |
|  | Alemania         | 1                |           | República Checa | 2            |              |  |  |       |       |
|  | Alemania         | 1                |           |                 | 2            |              |  |  |       |       |
|  |                  |                  |           |                 |              |              |  |  |       |       |
|  |                  |                  |           |                 |              |              |  |  |       |       |

### Cuartos de final
| Fecha | Hora  | Partido¹        | Partido¹ | Partido¹       | Resultado |
| ----- | ----- | --------------- | -------- | -------------- | --------- |
| 23.05 | 16:15 | Canadá          | -        | Suiza          | 3-2 TE    |
| 23.05 | 16:15 | Rusia           | -        | Estados Unidos | 4-3       |
| 23.05 | 20:15 | Finlandia       | -        | Suecia         | 5-4 TE    |
| 23.05 | 20:15 | República Checa | -        | Alemania       | 5-1       |

- (¹) – El primero y el tercero en Košice, los otros dos en Bratislava.

### Semifinales
| Fecha | Hora  | Partido¹ | Partido¹ | Partido¹        | Resultado |
| ----- | ----- | -------- | -------- | --------------- | --------- |
| 25.05 | 15:15 | Rusia    | -        | Finlandia       | 0-1       |
| 25.05 | 19:15 | Canadá   | -        | República Checa | 5-1       |

- (¹) – Ambos en Bratislava.

### Tercer puesto
| Fecha | Hora  | Partido¹ | Partido¹ | Partido¹        | Resultado |
| ----- | ----- | -------- | -------- | --------------- | --------- |
| 26.05 | 15:45 | Rusia    | -        | República Checa | 3-2 TL    |

- (¹) – En Bratislava.

### Final
| Fecha | Hora  | Partido¹ | Partido¹ | Partido¹  | Resultado |
| ----- | ----- | -------- | -------- | --------- | --------- |
| 26.05 | 20:15 | Canadá   | -        | Finlandia | 1-3       |

- (¹) – En Bratislava.

## Medallero
| Finlandia | Canadá | Rusia |
| Marko Anttila Jani Hakanpää Arttu Ilomäki Henri Jokiharju Kaapo Kakko Oliwer Kaski Joel Kiviranta Miika Koivisto Kristian Kuusela Juho Lammikko Kevin Lankinen Mikko Lehtonen Petteri Lindbohm Eetu Luostarinen Sakari Manninen Niko Mikkola Atte Ohtamaa Niko Ojamäki Jussi Olkinuora Harri Pesonen Toni Rajala Jere Sallinen Veli-Matti Savinainen Juhani Tyrväinen Veini Vehviläinen | Tyler Bertuzzi Mackenzie Blackwood Thomas Chabot Anthony Cirelli Sean Couturier Pierre-Luc Dubois Dante Fabbro Carter Hart Adam Henrique Mathieu Joseph Tyson Jost Anthony Mantha Jonathan Marchessault Jared McCann Brandon Montour Matt Murray Philippe Myers Darnell Nurse Sam Reinhart Damon Severson Troy Stecher Mark Stone Dylan Strome Shea Theodore Kyle Turris | Serguei Andronov Artiom Anisimov Alexandr Barabanov Yevgueni Dadonov Vladislav Gavrikov Alexandr Gueorguiyev Mijail Grigorenko Nikita Gusev Dinar Jafizulin Kiril Kaprizov Ilia Kovalchuk Nikita Kucherov Yevgueni Kuznetsov Yevgueni Malkin Nikita Nesterov Dmitri Orlov Alexandr Ovechkin Serguei Plotnikov Mijail Sergachov Ilia Sorokin Ivan Teleguin Andrei Vasilevski Nikita Zadorov Nikita Zaitsev Artiom Zub |
| Jukka Jalonen (seleccionador) | Alain Vigneault (seleccionador) | Ilia Vorobiov (seleccionador) |

## Estadísticas

### Clasificación general
| 1. Finlandia       |
| 2. Canadá          |
| 3. Rusia           |
| 4. República Checa |
| 5. Suecia          |
| 6. Alemania        |
| 7. Estados Unidos  |
| 8. Suiza           |
| 9. Eslovaquia      |
| 10. Letonia        |
| 11. Noruega        |
| 12. Dinamarca      |
| 13. Reino Unido    |
| 14. Italia         |
| 15. Francia        |
| 16. Austria        |

- () – Equipos que descienden a la división I.

### Máximos goleadores
| N.º | Nombre           | Selección       | Goles | Tiros | %       | Partidos jugados |
| --- | ---------------- | --------------- | ----- | ----- | ------- | ---------------- |
| 1   | Mark Stone       | Canadá          | 8     | 33    | 24,24 % | 10               |
| 2   | Alex Debrincat   | Estados Unidos  | 7     | 16    | 43,75 % | 8                |
| 2   | Patric Hörnqvist | Suecia          | 7     | 16    | 43,75 % | 8                |
| 4   | Anthony Mantha   | Canadá          | 7     | 29    | 24,14 % | 9                |
| 5   | Yevgueni Dadonov | Rusia           | 7     | 26    | 26,92 % | 10               |
| 5   | Michael Frolík   | República Checa | 7     | 30    | 23,33 % | 10               |
| 7   | Kaapo Kakko      | Finlandia       | 6     | 40    | 15,00 % | 10               |
| 7   | Dominik Kubalík  | República Checa | 6     | 28    | 21,43 % | 10               |
| 7   | Nikita Kucherov  | Rusia           | 6     | 35    | 17,14 % | 10               |
| 10  | Matúš Sukeľ      | Eslovaquia      | 5     | 11    | 45,45 % | 7                |
| 10  | Anthony Rech     | Francia         | 5     | 15    | 33,33 % | 7                |

Fuente: 

### Mejores porteros
| N.º | Nombre               | Equipo    | Paradas | Tiros | %       | Partidos jugados |
| --- | -------------------- | --------- | ------- | ----- | ------- | ---------------- |
| 1   | Andrei Vasilevski    | Rusia     | 227     | 240   | 94,58 % | 8                |
| 2   | Kevin Lankinen       | Finlandia | 195     | 207   | 94,20 % | 8                |
| 3   | Mathias Niederberger | Alemania  | 113     | 120   | 94,17 % | 4                |
| 4   | Leonardo Genoni      | Suiza     | 121     | 129   | 93,80 % | 4                |
| 5   | Sebastian Dahm       | Dinamarca | 128     | 138   | 92,75 % | 5                |

Fuente: 

### Equipo ideal
- Mejor jugador del campeonato —MVP—: Mark Stone ( Canadá).

| Posición | Nombre            | País            |
| -------- | ----------------- | --------------- |
| Portero  | Andrei Vasilevski | Rusia           |
| Defensor | Filip Hronek      | República Checa |
| Defensor | Mikko Lehtonen    | Finlandia       |
| Atacante | Mark Stone        | Canadá          |
| Atacante | Jakub Voráček     | República Checa |
| Atacante | William Nylander  | Suecia          |

Fuente: 